# Mesquita d'Aqsunqur

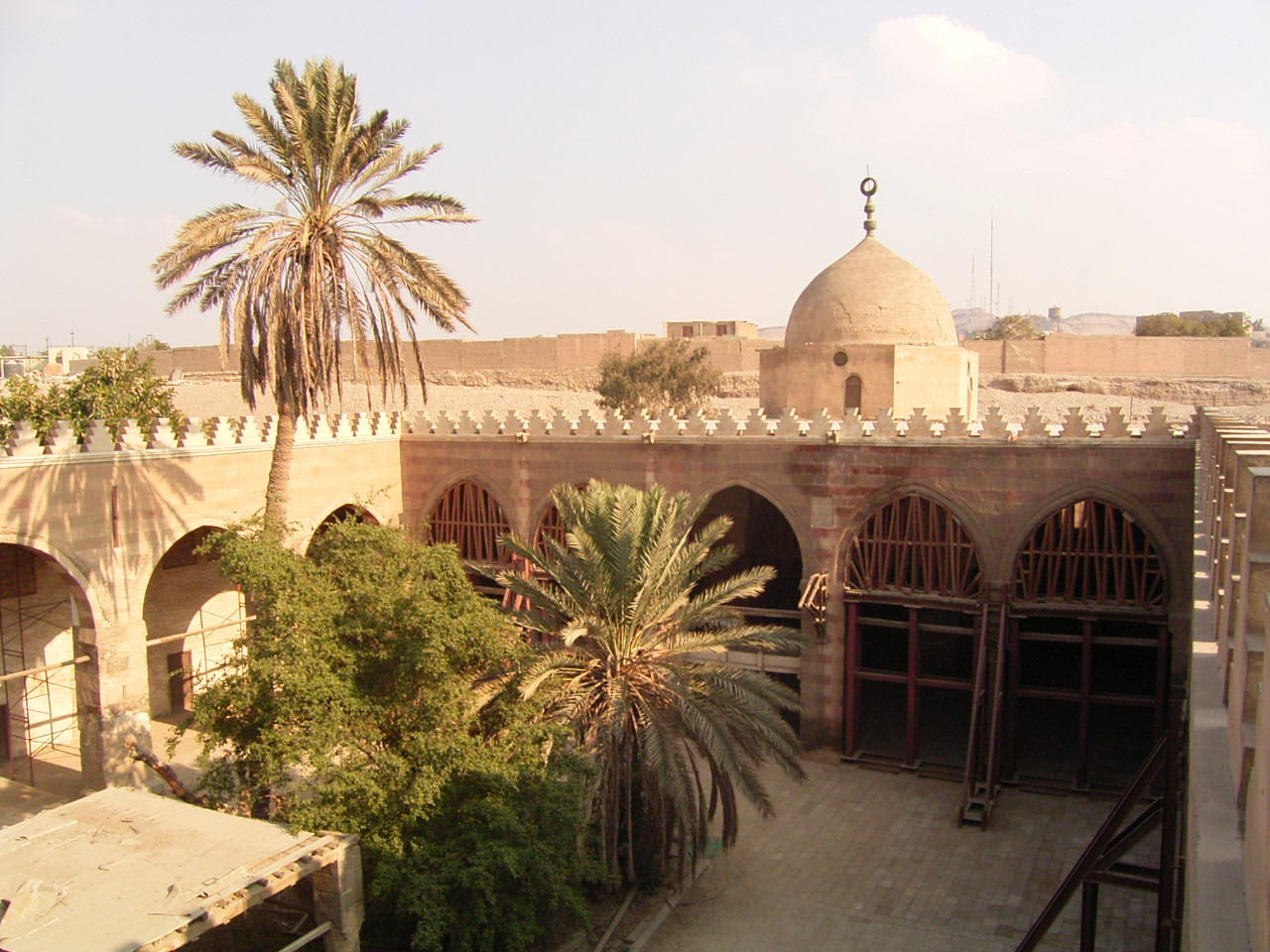
El pati de la mesquita d'Aqsunqur

La mesquita d'Àqsunqur (àrab: جامع آق سنقر, jāmiʿ Āq Sunqur), també coneguda com a Mesquita Blava (الجامع الأزرق, al-Jāmiʿ al-Azraq) i com a mesquita d'Ibrahim Agà (مسجد إبراهيم أغا, masjid Ibrāhīm Aḡā), és un dels monuments islàmics d'època mameluca de la ciutat del Caire, forma part del conjunt arquitectònic conegut com a Caire Històric, declarat Patrimoni de la Humanitat per la UNESCO. Porta el número 123 del catàleg de monuments islàmics gestionat pel Supreme Council of the Antiquities. Està situada al centre històric de la ciutat, al nord de la Ciutadella

## Història

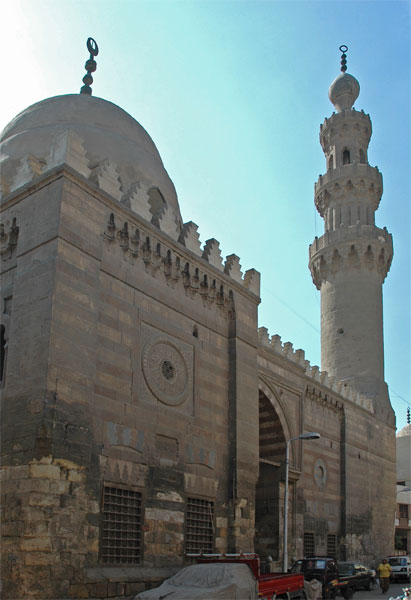
Façana de la mesquita

Xams-ad-Din Àqsunqur era un personatge important de la cort, fou governador a Gaza i Trípoli sota el regnat del soldà An-Nàssir Muhàmmad ibn Qalàwun (governant entre 1293 i 1341, en tres etapes), i gendre seu. Va tenir força influència durant els curts regnats dels successors d'an-Nàssir, s'havia casat amb la seva vídua.
Àqsunqur va manar la construcció de la mesquita en l'època àlgida de la seva carrera, 1346 i 1347. Està situada a l'avinguda que comunicava el Caire fatimita amb la Ciutadella, lloc de pas dels soldans i la seva cort.
En 1346 Àqsunqur va organitzar un complot contra el soldà al-Kàmil Xaban (1345-1346) en suport d'al-Mudhàffar Hajjí (1346-1347), que com a contrapartida, el va fer matar.
El 1412 l'emir Tughan va instal·lar-hi la font del pati.

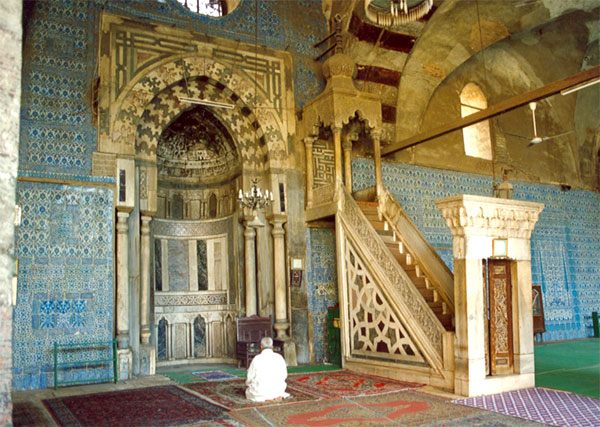
Interior de la sala d'oracions, quan la mesquita encara tenia activitat

Entre el 1652 i 1654 s'hi va afegir la decoració amb ceràmica que l'ha fet coneguda. La rajola és d'estil d'Iznik; pot ser que procedeixi d'Istanbul, però també és possible que es tracti d'una producció de Damasc, que seguiria aquell estil. El promotor d'aquesta obra fou l'emir Ibrahim Aghà, que va apropiar-se de la mesquita, rebatejant-la amb el seu nom. També s'hi va fer enterrar.
L'edifici es va restaurar al segle xx, ara es troba en mal estat de conservació, apuntalat i en desús.

## L'edifici

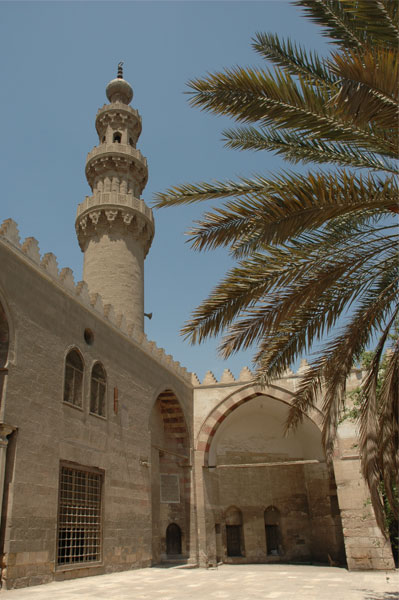
Minaret des del pati

Aquesta mesquita està formada per un pati central envoltat per tres porxades. Al quart costat hi ha la sala d'oracions de dues naus. La façana no està alineada amb el pati, com a solució, el costat de l'edifici oposat a l'alquibla té un cos triangular, on està situada la porta principal i el mausoleu.
El mihrab és bàsicament de marbre, sia treballat en relleu o bé combinant amb peces de diferents colors. Està situat al mur de l'alquibla, sota una cúpula. Al seu costat es troba un magnífic minbar, també de marbre.
A la mateixa façana es troba el minaret. De planta circular i amb tres pisos de diferent diàmetre i rematat per un bulb. Originalment tenia quatre pisos. Es va restaurar al segle xx.
Tot el mur de l'alquibla està recobert amb la ceràmica blava que dona nom a la mesquita, de l'època d'Ibrahim Aghà. Aquest personatge té el seu mausoleu al porxo lateral i també es troba decorat amb ceràmica.

### El mausoleu

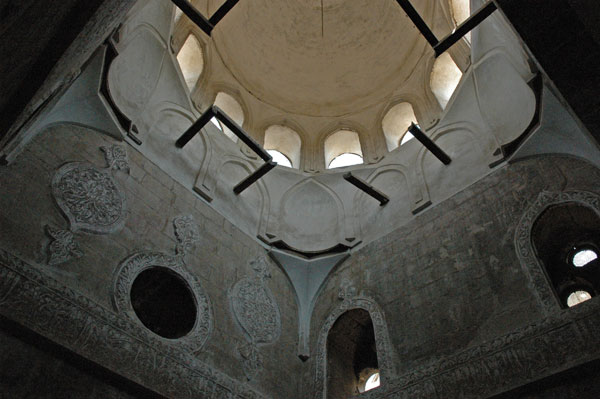
Interior de la cúpula del mausoleu

En un del vèrtex del triangle, a tocar del mur de la façana es troba el mausoleu, cobert amb una cúpula. Una inscripció és dedicada a al-Àixraf Kújuk (1341-42), un dels fills d'an-Nàssir Muhàmmad (i fillastre d'Àqsunqur). Va governar fins que fou empresonat a la Ciutadella i estrangulat tres anys després pel soldà al-Kàmil Xaban (1345-1346), germà seu. Sembla que Kújuk era un titella sota la voluntat d'Àqsunqur, havia mort abans de la construcció de la mesquita i les seves restes foren traslladades aquí en 1347. A la mateixa època es va enterrar al mateix lloc el soldà al-Mudhàffar Hajjí. Hom pensa que Àqsunqur havia aixecat el mausoleu per a ell mateix i que fou la seva vídua qui va fer els canvis, però no n'hi ha constància documental. Al centre del porxo sud hi ha una tomba amb una inscripció que l'assigna a Àqsunqur i que conté dades de la fundació de la mesquita. És d'època otomana, i possiblement és una còpia de la del seu mausoleu original.

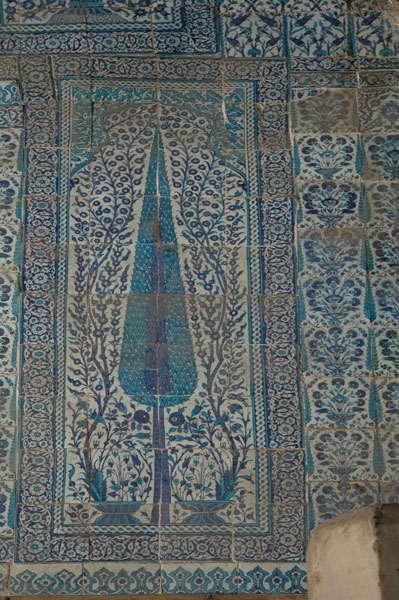
Decoració ceràmica
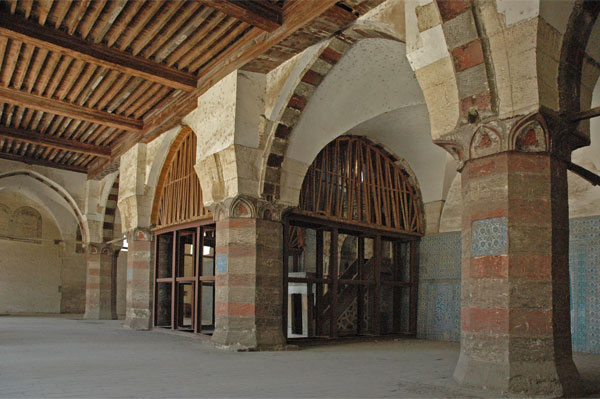
La sala d'oracions